# پایگاه هوایی گاردرمن
پایگاه هوایی گاردرمن (به انگلیسی: Gardermoen Air Station) یک فرودگاه نظامی و غیرنظامی با کد یاتا OSL است که یک باند فرود آسفالت دارد و طول باند آن ۳۶۰۰ متر است. این فرودگاه در کشور نروژ قرار دارد و در ارتفاع ۲۰۸ متری از سطح دریا واقع شده‌است.